# 2015年6月逝世人物列表
2015年逝世人物列表：1月 - 2月 - 3月 - 4月 - 5月 - 6月 - 7月 - 8月 - 9月 - 10月 - 11月 - 12月
2015年6月逝世人物列表，是用于汇总2015年6月期间逝世人物的列表。

## 依日期排序

### 30日
- 埃迪·路易斯（英语：Eddy Louiss），74歲，法國爵士風琴手。[1]

### 29日
- 約瑟夫·馬索普斯特（Josef Masopust），84歲，捷克足球運動員與教練。[2]
- 杰克逊·弗罗曼（Jackson Vroman），34歲，前美國NBA籃球運動員，溺斃。[3]
- 查爾斯·帕卡，88歲，法國政治人物，前內政部長。[4]

### 28日
- 羅伯特·C·布勞沃德（Robert C. Broward），89歲，美國建築師。[5]
- 迪特里希·豪克（英语：Dietrich Haugk），90歲，德國電影導演和配音員。[6]
- 托馬斯·P·肯尼迪（Thomas P. Kennedy），63歲，美國政治人物。[7]
- 喬·洛本施泰因（英语：Joe Lobenstein），88歲，德國籍英國政治人物。[8]

### 27日
- 舒適（原名舒昌格），99岁，中国电影表演艺术家。[9]
- 克里斯·思奎爾（Chris Squire），英國搖滾歌手，67歲，死於白血病。[10]。
- 葛守仁，86歲，技術員、工程學院院長、教授、中央研究院院士。[11]

### 26日
- 叶夫根尼·马克西莫维奇·普里马科夫（俄語：Евгений Максимович Примаков），85岁，俄罗斯政治家，曾任俄罗斯总理。[12]
- 艾麗莎·聚爾策（Alexa Suelzer），97歲，美國作家、教育家和神學家。[13]
- 秦咏诚，82岁，中国作曲家、原沈阳音乐学院院长。[14]
- 馬帝·馬柯能（芬蘭語：Matti Makkonen），63歲，芬蘭工程師，短訊發明者。[15]

### 25日
- 神田司（日語：神田 司），44歲，日本死刑犯。因搶劫及謀殺罪被判處執行死刑。[16]
- 涅尔谢斯·贝德罗斯十九世，75歲，亞美尼亞禮天主教會首牧，基里基雅宗主教區宗主教。[17]

### 24日
- 馬里奧·比亞吉（Mario Biaggi），97歲，美國政治人物，前美国众议院紐約州第二十四國會選區（英语：New York's 24th congressional district）代表議員。[18]
- 瑪法·柯林斯（Marva Collins），78歲，美國教育家。[19]
- 李正中，106歲，臺灣政治人物。[20]

### 23日
- 諾姆·貝里曼（Norm Berryman），42歲，紐西蘭橄欖球聯盟球員，死於心臟病發。[21]

### 22日
- 勞拉·安東內利（英语：Laura Antonelli），73歲，意大利女演員。[22]
- 卡利尼奧斯（英语：Carlinhos），77歲，巴西足球運動員和教練。[23]
- 詹姆斯·霍納（James Horner），61歲，美國作曲家（《鐵達尼號》、《阿波罗13号》），死於空難。[24]
- 滝澤敏文（日语：滝沢敏文），61歲，日本動畫監製，死於食道癌。[25]
- 巴迪·朗德爾（Buddy Landel），53歲，美國職業摔跤手（SMW（英语：Smoky Mountain Wrestling）、USWA、WCW）。[26]
- 唐納德·費德史東（英语：Donald Featherstone (artist)）（Donald Featherstone），79歲，美國雕刻家，1996年搞笑諾貝爾藝術獎得主。[27]
- 释德林，法名禅悟，101岁，中国扬州高旻寺第四十七代方丈。[28]
- 王保树，75岁，中国法学家、法学教育家、商法开创人，清华大学法学院复建后首任院长。[29]

### 21日
- 曾中明，60歲，中華民國衛生福利部政務次長。[30]
- 達里爾·漢密爾頓（Darryl Hamilton），50歲，美國棒球運動員（密爾瓦基釀酒人），中槍身亡。[31]
- 卡爾·湯普森（英语：Carl Thompson (died 2015)），33歲，英國最胖男人，體重910磅（410）。[32]

### 20日
- 裴周玉，102歲，中國人民解放軍少將、原裝甲兵顧問。[33]

### 19日
- 谢铁骊，89歲，中國電影導演。[34]
- 蔡璐，70岁，中国作曲家。[35]
- 邬祥惠，81岁，中国感染病学家，复旦大学附属华山医院感染科终身教授。[36]

### 18日
- 立壁和也（日語：たてかべ和也，本名），80歲，日本聲優，死於急性呼吸功能不全。[37]

### 17日
- 苏莱曼·德米雷尔（土耳其語：Süleyman Demirel），90歲，土耳其前总统，死於心脏衰竭、呼吸道感染。[38]
- 张充和，101岁，中国书法家，“合肥四姐妹”之一。[39]
- 傑拉琳·塔利（英語：Jeralean Talley），116歲，美國女性人瑞，被金氏世界紀錄認定為世界最長壽的人瑞。[40]
- 克莱门塔·平克尼（英語：Clementa Carlos "Clem" Pinckney），41歲，美国南卡罗来纳州民主党参议员，在查尔斯顿枪击案中遇害。[41]

### 16日
- 廖靜文，92歲，中國畫家徐悲鴻遺孀。[42]
- 刘惕若，87岁，中国植物病理学家，黑龙江八一农垦大学教授。[43]
- 羅莎琳德·麥吉（英語：Rosalind McGee），77歲，美國政治人物，前猶他州眾議院（英语：Utah House of Representatives）議員。[44]

### 15日
- 胡國雄，66歲，前香港足球運動員，死於喉癌。[45]
- 馬惜珍，77歲，香港毒販、通緝犯，香港東方報業集團創辦人之一，死於多重器官衰竭。[46][47][48]

### 14日
- 乔石（原名蒋志彤），90歲，中国共产党第十三届、十四届中央政治局常委，中央纪律检查委员会原书记，第八届全国人民代表大会常务委员会委员长。[49]
- 童庆炳，79岁，中国文艺学理论家，死於心脏病。[50]
- 嚴秀峰，95歲，台籍抗日將軍李友邦遺孀。[51]
- 热布登道尔吉（俗名阿南达），84岁，第五世宝格德活佛，中国内蒙古自治区佛教协会副会长，鄂尔多斯市佛教协会名誉会长，乌审旗佛教协会会长。[52]

### 13日
- 安德烈斯·莫拉（英语：Andrés Mora），60歲，墨西哥棒球運動員（巴尔的摩金莺、克里夫蘭印地安人），肺炎。[53]
- 塞爾吉奧·雷南（英语：Sergio Renán），82歲，阿根廷演員、導演和編劇。[54]

### 12日
- 莫妮卡·劉易斯（Monica Lewis），93歲，美國女歌手和演員。[55]
- 馬克斯·斯畢塔菲爾德（Max Spittle），92歲，澳洲VFL運動員。[56]
- 纳赛尔·武海希（英语：Nasir al-Wuhayshi），38岁，二号头目，头目，在美军的无人机空袭行动中被打死。[57]

### 11日
- 奥尼特·科尔曼（英語：Ornette Coleman），85岁，美国萨克斯管、小提琴、小号演奏家和作曲家。[58]
- 梅施麗（Michelle Williams），71歲，香港殿堂級排舞師[59]
- 伊恩·麥基奇尼（Ian McKechnie），73歲，蘇格蘭足球運動員（赫尔城）。[60]
- 德斯提·羅茲（英語：Dusty Rhodes），本名小维吉尔·莱利·朗内尔斯（英語：Virgil Riley Runnels, Jr.），59岁，美国职业摔角运动员，死於胃癌。[61]
- 傅家谟，82岁，中国沉积学与地球化学家，中国科学院院士。[62]

### 10日
- 佘自强，65岁，广东省中医院资深药师，闻名于在《广州日报》的「今日靓汤」栏目和《城事特搜》的「特搜靓汤」栏目主持汤谱介绍，突发脑溢血。[63]
- 刘文娟，肃宁县特大枪击案中牺牲的公安局政委薛永清的妻子，坠楼身亡。[64]
- 穆罕默德·本·艾哈迈德·沙兰（阿拉伯语：محمد الشعلان），沙特阿拉伯皇家空军司令，中将，官方称其因心脏病逝世，但有媒体称其在沙特领导的干预也门行动中遇袭身亡。[65][66]
- 廖節，101歲，中華民國總統府資政廖了以的母親。[67]

### 9日
- 邊策，32歲，中國中央電視台電影頻道主持，在北京寓所吸毒後墮樓身亡。[68]
- 詹姆斯·拉斯特（德語：James Last），86歲，德国作曲家、大乐队指挥、轻音乐大师[69]。

### 8日
- 梅心怡（又名林恩·邁爾斯），71歲，美國人權工作者。[70]
- 謝辛，82歲，柬埔寨參議院院長，柬埔寨人民黨主席。[71]
- 薛永清，48岁，河北省肃宁县公安局政委，在处置案件的过程中遭枪击殉职。[64]
- 袁帅，34岁，中国河北省肃宁县公安局辅警，在处置案件的过程中遭枪击殉职。[64]

### 7日
- 格威林·普里查德（Gwilym Prichard），84歲，威爾士畫家。[72]
- 瓦西里·茹皮科夫（英语：Vasili Zhupikov），61歲，俄羅斯足球運動員。[73]
- 爵士，93歲，英國演員、歌手，呼吸系統疾病導致心臟衰竭。[74]
- 鄭龍煥（朝鲜语：정용환），55歲，韓國足球運動員和經理人。[75]

### 6日
- 路德維克·瓦楚里克（捷克語：Ludvík Vaculík），88歲，《二千字宣言》作者，捷克反共主義者與作家。[76]

### 5日
- 台灣死刑犯：王秀昉、曹添壽、鄭金文、黃主旺、王俊欽、王裕隆。[77]
- 塔里克·阿齐兹（阿拉伯語：طارق عزيز），79歲，伊拉克前副總理，死於心臟病。[78]
- 龐雅倫（英語：Alan Bond），77歲，澳洲前首富，前奔達集團主席，建有奔達中心，後因詐騙罪判監。[79]
- 安妮塔·哈根（英語：Anita Hagen），84歲，加拿大政治人物，卑詩省前副省長，死於癌症[80]。

### 4日
- 約爾根·拉文（英语：Jørgen Ravn），75歲，丹麥足球運動員（阿伯丁）。[81]
- 安妮·沃伯頓女爵士（英語：Dame Anne Warburton），87歲，英國外交官，英國駐丹麥大使（1976年－1983年）、劍橋大學露西·卡文迪許學院院長（1985年－1994年），首位出任英國大使的女性。[82]
- 赫尔曼·察普夫（德語：Hermann Zapf），96岁，德国字体设计师（Palatino, Optima, Zapfino）。[83]

### 3日
- 井尻千男（日语：井尻千男），76歲，日本專欄作家、評論家，拓殖大學名譽教授。[84]
- 托馬斯·弗林（英语：Thomas Flynn (bishop of Achonry)），83歲，愛爾蘭天主教主教，前天主教阿肯里教區主教（英语：Bishop of Achonry）。[85]

### 2日
- 欧文·罗斯（Irwin Rose），88歲，美國籍猶太裔科學家，2004年諾貝爾化學獎得主，睡夢中死亡。[86]

### 1日
- 安鈞璨，31歲，台灣男藝人，肝癌。[87]
- 町村信孝（日語：町村 信孝），70歲，日本政治人物，曾任眾議院議長，死於腦梗塞。[88]
- 查尔斯·肯尼迪（Charles Kennedy），55岁，英国政治家，曾任英国自由民主党党魁。[89]
- 尼古拉斯·利物浦（Nicholas Liverpool），80岁，多米尼克政治家，曾任多米尼克总统。[90]
- 凱薩琳·查佩爾（Katherine Chappell），29歲，美國剪輯師，曾獲艾美獎，遭獅子攻擊不治。[91]
- 山繆·布魯門菲德（Samuel L. Blumenfeld），89歲，美國保守派作家。[92]

### 日期不詳
- 吳振英，72歲，前無綫藝人吳卓羲之父[93]。